# Charles Antenen
Charles „Kiki“ Antenen (3. listopadu 1929 La Chaux-de-Fonds - 20. května 2000) byl švýcarský fotbalista. Hrál na pozici útočníka. Švýcarsko reprezentoval v 56 zápasech a vstřelil 22 gólů. Účastnil se MS 1950, MS 1954 a MS 1962. Na MS odehrál 8 zápasů a vstřelil 1 gól. Svůj jediný gól zapsal na MS 1950 proti Mexiku a Švýcaři vyhráli 2:1, ale ze skupiny nepostoupili. Na domácím MS 1954 již postoupil se Švýcary ze skupiny, ale ve čtvrtfinále padli v rekordně brankovém zápase 5:7 s Rakouskem. O osm let později na MS 1962 byli Švýcaři společně s Antenenem vyřazeni po třech prohrách již v základní skupině. Na klubové úrovni působil v letech 1944-1952 v klubu z jeho rodného města, a to v FC La Chaux-de-Fonds. V tomto období s nimi vyhrál v letech 1948 a 1951 švýcarský pohár. Poté na sezónu 1952/53 přestoupil do Lausanne Sport. Za Lausanne odehrál 24 zápasů a vstřelil 13 gólů. Poté se vrátil zpět do FC La Chaux-de-Fonds, kde zůstal až do roku 1965, kdy ukončil kariéru. Při svém druhém působení v tomto klubu vyhrál v sezónách 1953/54, 1954/55 a 1963/64 švýcarskou nejvyšší soutěž a v letech 1954, 1955, 1957 a 1961 získal švýcarský pohár. Celkově odehrál za La Chaux-de-Fonds 448 zápasů a v nich vstřelil 238 gólů. Patří k největším legendám FC La Chaux-de-Fonds. Zemřel 20. května 2000 ve věku 70 let.